# Anne-Karin Glase
Anne-Karin Glase (ur. 24 lipca 1954 w Neuruppin) – niemiecka polityk, posłanka do Parlamentu Europejskiego IV i V kadencji.

## Życiorys
Z wykształcenia pracownik społeczny, pracowała w tym zawodzie, a także jako pielęgniarka dziecięca. Zaangażowała się w działalność organizacji społecznych (w tym kobiecych), a także Unii Chrześcijańsko-Demokratycznej (CDU). W 1990 została posłanką do Izby Ludowej NRD, od 1991 posiadała status obserwatora w Europarlamencie.
W 1994 i 1999 z listy Unii Chrześcijańsko-Demokratycznej uzyskiwała mandat deputowanej do Parlamentu Europejskiego. Była m.in. członkinią grupy chadeckiej oraz Komisji Zatrudnienia i Spraw Socjalnych. W PE zasiadała do 2004.
W 2000 stanęła na czele organizacji KOMZET, stowarzyszenia zajmującego się kształtowaniem procedur utylizacji broni i materiałów wybuchowych.